# Lake Summerset
Lake Summerset – jednostka osadnicza w Stanach Zjednoczonych, w stanie Illinois, w hrabstwie Stephenson.